# Flagler (Kolorado)
Flagler – miasto w Stanach Zjednoczonych, w stanie Kolorado, w hrabstwie Kit Carson.